# Angelika Szekely
Angelika Székely de Doba (geboren 23. August 1891 in Olmütz, Österreich-Ungarn; gestorben 5. August 1979 in Graz) war eine österreichische Physikerin. 

## Leben

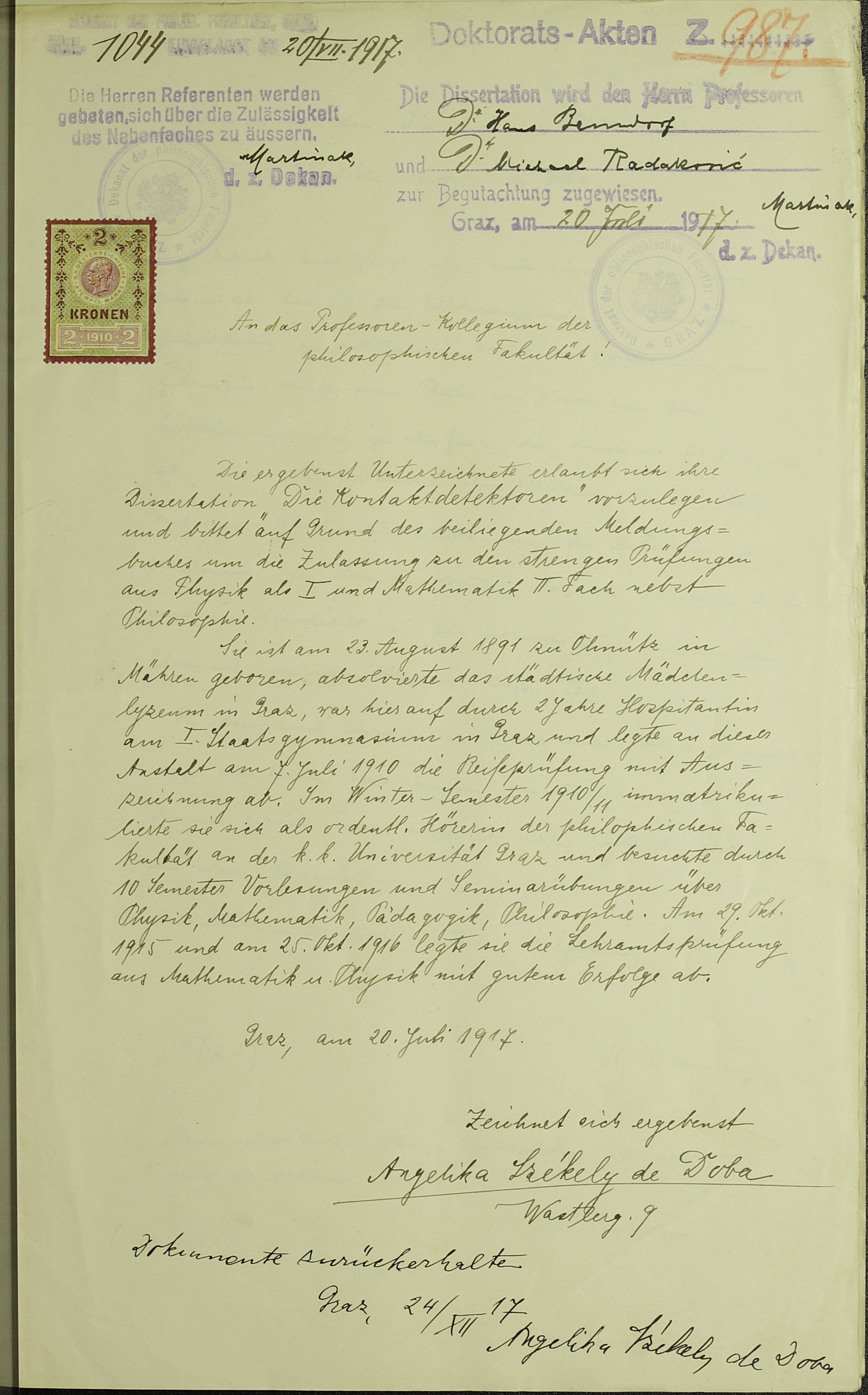
Antrag zur Promotion bei Hans Benndorf und Michael Radaković, 1917.

Angelika Székely de Doba war eine Tochter des k.u.k.-Hauptmanns Karl Szekely de Doba (gestorben 1902) und der Marie Bremig. Sie besuchte bedingt durch die berufliche Mobilität ihres Vaters die Volksschule in Prag, in der Garnisonsstadt Cavalese und in Trient und ab 1902 das Mädchenlyzeum in Graz. Szekely legte 1910 die Matura am Akademischen Gymnasium Graz ab und studierte anschließend Mathematik und Physik an der Universität Graz. Ab 1913 arbeitete sie mit einem Staatsstipendium als Assistentin bei Anton Wassmuth. Sie absolvierte 1916 und 1917 die Lehramtsprüfungen und wurde 1917 mit der Dissertation Die Kontaktdetektoren als zweite Frau an der Universität Graz in Physik promoviert. 
Im Oktober 1919 wurde sie „Demonstrator“, ab Januar 1921 außerordentliche Assistentin am Physikalischen Institut der Universität und hielt Übungen und Kurse. Hans Benndorf unterstützte 1929 ihr Gesuch um die Venia legendi, was wiederum von Victor Franz Hess, der von einer Frau eine höhere Qualifikation forderte, abgelehnt wurde. Auch ihre Beschwerde, die sie 1930 einlegte, wurde abgewiesen. Bei einem weiteren Versuch 1934 erhielt sie dann die Lehrbefugnis. Szekely wechselte 1937 in den Mittelschuldienst an das Ursulinengymnasium Graz und 1938 an die II. Oberschule für Mädchen. 1942 wurde sie an der Universität zur außerordentlichen Professorin ernannt. 
Szekely kümmerte sich nach Kriegsende neben ihren Aufgaben am Gymnasium um die Wiederaufnahme des Lehrbetriebs und hielt die Einführungsvorlesungen in Experimentalphysik. Im Jahr 1954 wurde ihr der Titel eines ordentlichen Professors verliehen, und sie war damit die erste Professorin in Graz. Sie führte noch bis 1960 Lehrveranstaltungen durch.

## Schriften (Auswahl)
bei Bischof, 2002, sind 18 Aufsätze aufgelistet
- Die Kontaktdetektoren. S. Ber. ÖAW IIa 127, 1918 (Dissertation)
- Eine einfache Methode zur Bestimmung des ersten Piezomoduls von Quarz aus Messungen am Quarzresonator, in: Zeitschrift für Physik, 1932, S. 560–566
- Über den Durchgang hochfrequenter Wechselströme durch ionisierte Gase, in: Annalen der Physik, 1934, S. 279–312